# Thinking outside the box
Thinking outside the box signifie, en anglais américain, penser différemment, de façon non conventionnelle ou selon une perspective nouvelle. Fortement liée au « problème des neuf points » (qui consiste à relier, sans lever le crayon, les neuf points à l'aide de seulement quatre traits droits qui se touchent), l'expression qualifie une façon originale, créative et astucieuse de réfléchir. Cette approche est parfois qualifiée de pensée latérale.

Sans lever le crayon, comment relier les neuf points à l'aide de seulement quatre traits droits qui se touchent ?

Aux États-Unis en particulier, l'expression est régulièrement utilisée dans les milieux d'affaires, le plus souvent par les consultants en management. Elle apparaît sous une forme ou une autre dans diverses publicités.

## Origine

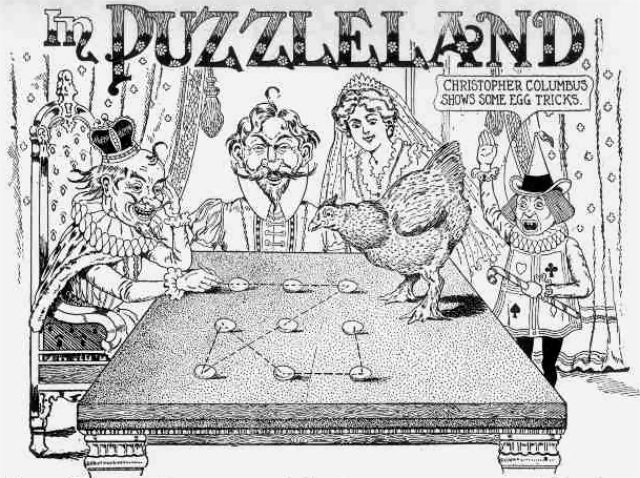
Le Christopher Columbus's Egg Puzzle tel qu'il apparut dans Cyclopedia of Puzzles (1914) de Sam Loyd.

L'une des solutions possibles au casse-tête.

L'origine de l'expression est incertaine, mais serait liée au « problème des neuf points ».

## Le «problème des neuf points»
John Adair affirme avoir le premier proposé le problème des neuf points en 1969 pour inciter ses clients à penser différemment. Le consultant en management Mike Vance a affirmé que l'usage du problème des neuf points dans les cercles de consultation provient de la culture d'entreprise de Walt Disney Company, où le casse-tête était couramment utilisé à une certaine époque. Martin Kihn de Fast Company et The Mavens' Word of the Day publié par Random House affirment aussi que l'expression a été construite à partir d'un casse-tête
appelé le « problème des neuf points ».
Le problème des neuf points existait avant l'expression. Il apparaît dans Cyclopedia of Puzzles (1914) de Sam Loyd. En 1930, N. R. F. Maier s'est intéressé « à l’interprétation de l’énoncé du problème ainsi qu’à la perception qu’en a le sujet ». Dans une compilation de casse-têtes parue en 1951, le problème des neuf points est attribué à
Henry Dudeney. Le lexicographe David Barnhart a rapporté qu'il a vu cette expression en 1975.
Sam Loyd l'a nommé « Casse-tête de l’œuf de Christophe Colomb »,. En dessinant le casse-tête en perspective plutôt que dans un plan euclidien, Loyd incite le lecteur à tracer deux longues lignes pour joindre deux colonnes contiguës, les œufs de la troisième colonne étant joints par un court trait et un autre trait perpendiculaire.

## Difficulté de résolution
Selon Kihn, les consultants des années 1970 et des années 1980 ont tenté de montrer à leurs clients potentiels combien ils étaient peu astucieux en leur demandant de résoudre ce casse-tête. Il se résout facilement si les lignes sont tracées en partie en dehors du carré imaginaire « défini » par les neuf points. L'expression « thinking outside the box » (littéralement « penser en dehors de la boîte ») était née. Le professeur Daniel Kies remarque que le casse-tête est difficile seulement parce que « nous imaginons une limite autour de la matrice de points ».

## Lien avec les méthodes de management
Cette proposition de penser différemment implique que des méthodes de résolution de problème non conventionnelles pourraient se substituer à des méthodes conventionnelles. Aux États-Unis, une mise à l'avant constante de cette méthode a peut-être diminué l'importance des méthodes conventionnelles, ce qui les rend novatrices.
Les schémas traditionnels de pensée nous ont conduits à nous enfermer dans un cercle restreint, à l'intérieur duquel nous cherchons une solution qui ne peut exister. Nous reproduisons le schéma de nos enseignements. Nous nous imposons des contraintes qui nous empêchent d'aboutir. Dans cette configuration, on ne peut pas résoudre le problème. La propension naturelle du plus grand nombre est de rester dans le cadre, dans le cercle conventionnel. L'interdit, la prise de risque, la désobéissance sont vécus comme des peurs qui génèrent des blocages. La prise de recul, la distance par rapport à l'événement, la hauteur de vue, sont des facteurs importants dans l'exercice de la fonction de management.

## Culture
Les publicités Think outside the Bun de Taco Bell et la formule "Think outside the shoe" de Jessica Cox sont par exemple des références indirectes à cette expression. Le fabricant d'automobiles Volvo a aussi utilisé cette expression dans ses publicités.
Dans la série télévisée Les Experts, un épisode de la saison 3 porte le titre en anglais de Inside the Box.
Dans la série télévisée américaine Castle, le héros, Richard Castle, écrivain dont l'esprit brillamment imaginatif lui permet de résoudre des enquêtes épineuses, est ainsi décrit par un policier : « Castle can be a pain in the ass, but he thinks outside the box. » (« Castle peut être sacrément pénible, mais il a des idées astucieuses. »)

### Citations originales
1. ↑  (en) Christopher Columbus's egg puzzle
2. ↑  (en) « we imagine a boundary around the edge of the dot array »